# Pont-barrage d'Ivoz-Ramet
Le pont-barrage d'Ivoz-Ramet est un ouvrage situé à Flémalle (Province de Liège), au-dessus de la Meuse et composée de deux écluses, d'une centrale électrique, ainsi que d'un pont-route.

## Historique
- Une grande écluse de 136 X 16 m construite entre 1929 et 1932 permettant le passage des bateaux de gabarit Va (1 500 à 3 000 T).
- Une petite écluse manuelle de 55 x 7,5 m construite entre 1934 et 1936 mais plus exploitée depuis 1999. Elle permettait le passage des bateaux de gabarit II (400 à 650 T).
- Un barrage/centrale hydroélectrique en service actuellement et ayant également la fonction de pont et de route. Construit en 1938, dynamité en 1940 et reconstruit au cours de la seconde guerre mondiale, le barrage d’Ivoz-Ramet a été rénové entre février 1998 et juin 2000.
- En 2011, la plus petite écluse (55 x 7,5 m) fait place à la nouvelle écluse.

## Description et Chiffres
Composé de 2 écluses, d'un pont route et d'une centrale hydroélectrique.
Avec 11,3 millions de tonnes en 2010, Ivoz-Ramet est l’ouvrage hydraulique le plus fréquenté de tout le réseau navigable wallon.
Le trafic à l’écluse d’Ivoz-Ramet représente le passage de 20 000 à 25 000 bateaux marchands par an, et d’environ 3500 bateaux de plaisance et de passagers par an (concentrés sur les mois d’avril à septembre).
Le nombre de bateaux marchands en descente (vers Liège) est plus élevé que le nombre de bateaux à la remontée (vers Namur). Le tonnage à la descente est presque le double de celui à la montée en 2006 (7,4 millions de tonnes contre 4 millions de tonnes).
Le trafic de marchandises sur la Meuse au niveau d’Ivoz-Ramet en 2006 s’élevait à 11,4 millions de tonnes dont une part majoritaire de minéraux et de matériaux de construction ainsi que de produits métallurgiques.
La centrale hydroélectrique permet d’exploiter la totalité du débit de la Meuse pendant plus de 300 jours par an.
Les centrales de Grands-Malades, Andenne, Ampsin, Monsin et Lixhe sont télécommandées et télésurveilles depuis le poste de commande situé à la centrale TGV de Seraing. 
Écluses de 136 x 16m et de 225 x 25m (En construction)
Pont-Route de 97m
Nombre de turbines : 3
Puissance nominale par turbine : 3.300 kW
Production annuelle moyenne : 40.000.000 kWh

## Le projet
Le 27 novembre, la Commission décida l'octroi à la Région wallonne d'un subside de 17 590 000 euros sur la période 2009-2013 pour la construction d’une écluse à Ivoz-Ramet et les  études de construction d’une écluse à Ampsin-Neuville.
Ces écluses figurent parmi les plus importantes de la Région wallonne par leur trafic. L’augmentation de leur capacité afin d’autoriser le passage de convois de 9000 t (classe VIb) permettra de faire face au trafic prévu pour les cinquante prochaines années.
Le projet consiste en la construction d’une seconde écluse d’une longueur utile de 225 m et d’une largeur de 25 m à Ivoz-Ramet ainsi que des ouvrages annexes (nouveau poste de commande, garages à bateaux). Le projet inclut également la restauration du mur de quai de rive gauche en aval du barrage depuis l’extrémité aval du chenal de la centrale hydroélectrique jusqu’à la limite des communes de Flémalle et de Seraing.
Début des travaux 2011-05-20
La durée totale des travaux est estimée à 38 mois et se divise en 6 phases. Les différentes composantes du projet sont présentées ci-dessous :
- Construction du nouveau sas d’une longueur de 225 m et d’une largeur de 25 m
- Construction en rive droite, en aval du complexe éclusier, d’un ponton flottant pour les bateaux de plaisance et de ducs d’Albe pour les bateaux de marchandises
- Démolition du poste de commande actuel et construction d’un nouveau poste de commande pour les deux écluses
- Construction d’un pont mobile à l’amont du nouveau sas permettant d’accéder au môle central à partir de la rive droite de la Meuse
- Installation de deux unités d’épuration individuelles
- Installation d’une vis hydrodynamique
- Réaffectation de l’échelle à poissons située entre le barrage et la petite écluse, en échelle à anguilles
- Réaménagement du mur de quai aval en rive gauche[2].
- Maître de l'ouvrage : Service public de Wallonie direction des voies hydrauliques de Liège (SPW, DGO2, DVHL)
- Bureau d'études Greisch : stabilité, techniques spéciales, électromécanique
- Coût des travaux: 45 M€ HT
- Réalisation : 2010-2014

.

## Sources
- Centrale Hydroéléctriqque d'Ivoz-Ramet
- Etudes de la nouvelle écluse à Ivoz-Ramet CERES
- Etude d'incidences sur l'environnement
- Début des travaux